# Расходников, Михаил Яковлевич
Михаил Яковлевич Расходников (род. 27 июня 1982, Нарышкино, Орловская область) — российский кинорежиссёр, сценарист и продюсер.

## Биография
Родился в семье врачей Якова (детский хирург) и Людмилы (врач-педиатр) Расходниковых, окончивших Смоленский государственный медицинский институт (ныне университет — СГМУ), где они и познакомились. По распределению после института (в начале 80-х годов) родители попали в Брянск, где живут и работают по настоящее время. Детство и юность Михаила также прошли в Брянске.
В 2001 году основал студенческий театр «Проба» и стал его художественным руководителем. Постановки театра получили высокую оценку профессионального сообщества.
Михаила Расходникова можно назвать представителем мотивационного кинематографа. Его дебют «Эластико» рассказывает о парне из провинциального города, мечтающем о большом футболе. В 2017 году на кинофестивале «Киношок» «Эластико» была отмечена двумя призами за лучшую операторскую работу и за лучшую мужскую роль.
Второй фильм, «Временные трудности», основанный на реальной истории, повествует о судьбе человека с диагнозом ДЦП, который оказался сильнее своего недуга и сотворил из своей жизни историю успеха. Картина «Временные трудности» была представлена в основном конкурсе кинофестиваля «Кинотавра» в июне 2018 года и вызвала противоречивые реакции у зрителей и критиков. В сентябре 2018 года фильм получил гран-при на МКФ в Ольденбурге (Германия) в секции независимых кинокартин и был признан лучшим фильмом на МКФ в Саленто (Италия). В октябре этого же года картину отметили специальным дипломом жюри на V Международном кинофестивале «Шёлковый путь» в Сиане (Китай). Картина получила гран-при фестиваля Sol Russian Film Festival в городе Торревьеха (Испания) в июле 2019 года.
Третий фильм, «Дорогой папа» — лирическая комедия про бизнесмена, которому нужно сделать выбор между бизнесом и семьёй. Фильм-открытие русской программы ММКФ и фестиваля «Окно в Европу», был отмечен призом за лучший сценарий фестиваля «Хрустальный Источникъ»(Ессентуки) и лучшую мужскую роль на фестивале «В кругу семьи» (Ярославль). На фестивале «Улыбнись, Россия» в Туле Михаил Расходников был удостоен приза за лучшую режиссуру с формулировкой «Лучшая семейная комедия», а Валентину Ляпину отметили призом «за лучшую главную роль подростка в комедии». В октябре 2020 года «Дорогой папа» стал лучшим фильмом Российской национальной телевизионной премии «ТЭФИ-KIDS» 2020 в номинации телевизионный фильм/сериал для детей.

## Фильмография

### Режиссёр
- 2016 — «Эластико» (мелодрама, спорт, криминал)
- 2018 — «Временные трудности» (драма)
- 2019 — «Дорогой папа» (комедия, семейный)[11]
- 2020 — «Номер 1» (комедия)
- 2021 — «Недетский дом» (социальная драма)
- 2022 — новелла «Балерина» (короткометражный, социальный) из киноальманаха «Кино=Добро»[12][13]
- 2022 — «Бурхан. Дух Байкала» (драма, фэнтези, приключения)
- 2024 — «Уралочка» (романтическая комедия, роуд-муви)

### Сценарист
- 2018 — «Временные трудности» (драма)
- 2021 — «Недетский дом» (социальная драма)
- 2022 — «Бурхан. Дух Байкала» (драма, фэнтези, приключения)

### Продюсер
- 2021 — «Недетский дом» (социальная драма)
- 2022 — «Бурхан. Дух Байкала» (драма, фэнтези, приключения)

## Награды и номинации
- 2018 — Гран-при МКФ в Ольденбурге (Oldenburg International Film Festival) в секции независимых кинокартин[14][15][16]
- 2018 — Лучший фильм на МКФ в Саленто[17]
- 2018 — Специальный диплом жюри международного кинофестиваля «Шёлковый путь» в Сиане (Китай)[18]
- 2019 — Лучшая режиссура, фестиваль «Улыбнись, Россия» в Туле[8].
- 2020 — Победитель Российской национальной телевизионной премии «ТЭФИ-KIDS»[10][9] в номинации телевизионный фильм/сериал для детей.